# 詩體埃達

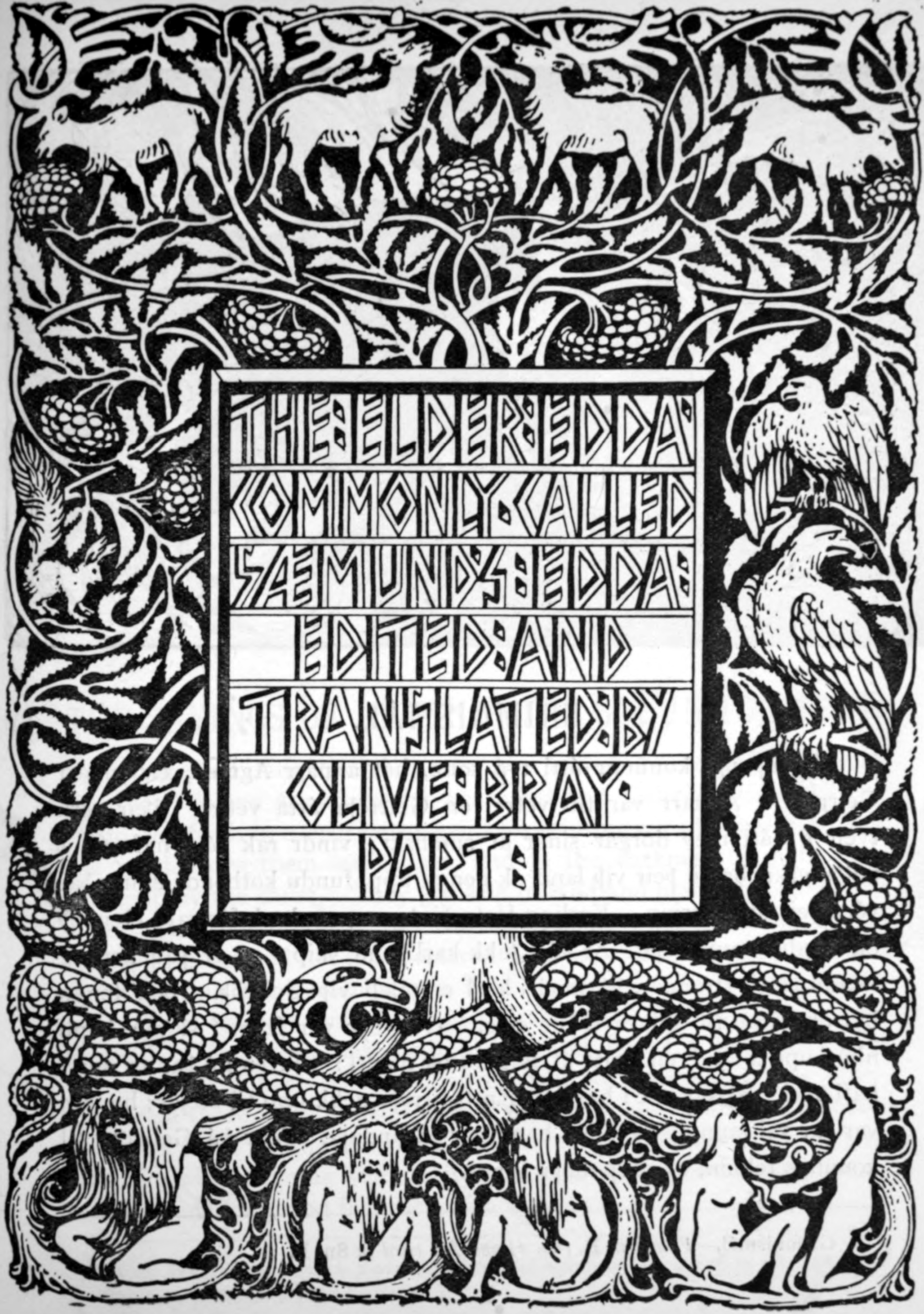
詩體埃達

《詩體埃達》（Poetic Edda）是一本詩集，裡面記載北歐神話的故事，由冰島主教貝恩祖法·史雲申於1643年發現。史雲申認為《詩體埃達》是在十二世紀時由冰島牧師塞蒙恩德·弗魯德（1056—1133）蒐集整理，現代學者推翻了該說法，但是有些時候《詩體埃達》又稱作《塞蒙恩德埃達》（Sæmundar Edda）。
冰島的《老埃達》是在九世紀時，由從挪威而來的遷徙者所帶來的一種獨特口頭文學。十三世紀時，由北歐吟唱詩人（Skald）將其寫定成篇。《老埃達》共收詩歌35篇，其中神話詩14篇，英雄詩21篇。神話詩記錄的是有關北歐諸神的傳說，有敘事體，也有教諭體。英雄詩都是短詩，內容為古代英雄或北歐海盜時期前的國王和戰士。《老埃達》的首篇是《女巫的預言》，它敘述世界和人類的創造、毀滅和再生。

## 歷史
《詩體埃達》是在1643年時由冰島主教貝恩祖法·史雲申所發現，後來貝恩祖法將其贈送給丹麥國王克里斯蒂安四世（1577-1648），因此得名《皇家手稿》(Codex Regius），好幾世紀以來《皇家手稿》都存放在丹麥皇家圖書館中。1971年丹麥政府將其交還給冰島，當時由於航空技術不夠發達，相關當局擔心如此重要文件會出什麼意外，所以決定透過航運，由海軍護衛送往冰島。

## 風格和格律
《詩體埃達》的詩篇為北歐的口頭文學作品，皆為可供吟唱的歌謠，各詩篇即使拆開也可個別吟唱。語風活潑而質樸，且開頭突兀，文中利用對話、獨白和行動來敘事。利用迂說式修辭（kenning）或指稱式隱喻（heiti）的方式來配合音韻節拍，廣泛使用疊句和副歌，疊句通常出現在詩歌開頭。這些詩歌採用日耳曼史詩獨特的格律，大多兩句為一行，每節行數不一，但都不會很長，敘事體多為四行一節，教喻體多為六行一節，每節中間一停頓，不押尾韻而壓頭韻。英語史詩《貝奧武夫》和日耳曼史詩《尼伯龍根之歌》即以這種韻律格式，這種格式後來被稱為「尼伯龍根詩體」。

## 內容
詩體埃達分為兩部份：神話詩和英雄詩，雖然其中有幾首詩篇在找到時就只有標題而內文殘缺，且有部份詩篇並沒有包含在最初找到的版本裡，是之後找到再補上的，但這三十五首詩篇都大約是11世紀前作品。另外有三首詩篇是原手抄本裡中沒有的，且非常可能是在基督教傳入冰島後才被硬塞進去的作品，其內容說教意味濃厚，風格迥異。

### 神話詩

#### 《皇家手稿》
在《皇家手稿》內，為最初找到的部份：
- 女巫的預言（Voluspo）：。
《瓦絡斯帕》、《女巫的預言》、《女先知的預言》、《女占卜者的預言》。
- Hávamál（Hovamol）：、The Sayings of Hár。
《哈瓦瑪爾》、《高人的箴言》、《主神奧丁之辭》、《天主之言》。此篇為教喻體。
- 瓦夫蘇魯特尼爾之歌（Vafthruthnismol）：。
《巨人之歌》、《瓦夫蘇魯特尼爾之歌》。
- Grímnismál（Grimnismol）：。
《假面者之歌》、《格里姆尼爾之歌》。
- 史基尼爾之歌（Skirnismol）：。
《史基尼爾之歌》、《史基尼爾的奔波》。
- Hárbarðsljóð（Harbarthsljoth）：。
《哈爾巴德之歌》。
- Hymiskviða（Hymiskvitha）：。
《希密爾之歌》、《修米爾之歌》。
- Lokasenna：。
《洛基的爭論》、《洛基的吵罵》。
- Þrymskviða（Thrymskvitha）：。
《特里姆斯克維達》、《索列姆之歌》。
- Völundarkviða（Völundarkvitha）：The Lay of Völund。
《沃倫達克維達》、《沃倫之歌》。
- Alvíssmál（Alvissmol）：。
《艾爾維斯之歌》。

#### 非《皇家手稿》
不在《皇家手稿》內，為日後找到的部份：
- Baldrs draumar：。
《巴德爾之死》、《巴德爾之夢》。
- Rígsþula（Rigsthula）： 。
《里格的讚歌》、《里格頌歌》。
- 海恩德拉（Hyndluljoth）：。
《辛德拉之歌》、《霍恩德拉之歌》。
  - Völuspá in skamma：。
《女巫預言短歌》。此篇包含在《辛德拉之歌》裡。

- Svipdagsmál（Svipdagsmol）：。
《斯韋丹之歌》。
  - Grógaldr：。
《格蘿亞的咒歌》。此篇包含在《斯韋丹之歌》裡。
  - Fjölsvinnsmál：。
《費厄爾斯威恩之歌》。此篇包含在《斯韋丹之歌》裡。

- Gróttasöngr（Grottasöngr）：。
《葛羅提之歌》。大多數《詩體埃達》都不包含此篇。此篇為教喻體。
- Hrafnagaldr Óðins 或 Forspjallsljóð：。
大多數《詩體埃達》都不包含此篇。

### 英雄詩

#### 《皇家手稿》
在《皇家手稿》內，為最初找到的部份：

海爾吉詩篇 The Helgi Lays。

- Helgakviða Hjörvarðssonar（Helgakvitha hjorvarthssonar）或 Völsungakviða。。
《休瓦茲之子海爾吉之歌》、《海爾吉·希奧爾瓦德松謠曲》。
- Helgakviða Hundingsbana I（Helgakvitha hundingsbana）。
。
《海爾吉·匈丁斯巴納的第一首謠曲》。
- Helgakviða Hundingsbana II（Helgakvitha hundingsbana）。
。
《海爾吉·匈丁斯巴納的第二首謠曲》。

尼伯龍格系列 Niflung Cycle。沃爾松格家族（Volsung）

- Frá dauða Sinfjötla（Fra dautha sinfjotla Of Sinfjotli's Death）。。
《辛菲特利之死》。找到時已殘缺，由《薩迦》中找文補齊。
- Grípisspá（Gripisspo）。。
《格裏潑爾的預言》。
- Reginsmál（Reginsmol）。。
《雷金之歌》。此篇為教喻體。
- Fáfnismál（Fafnismol）。。
《法夫納之歌》。
- Sigrdrífumál（Sigrdrifumol）。The Ballad of The Victory-Bringer、The Lay of Sigrdrifa。
《勝利賜予者之歌》、《希格德莉法之歌》。此篇為教喻體，找到時已殘缺，由《薩迦》中找文補齊。
- Brot af Sigurðarkviðu（Brot af sigurtharkvithu）。Fragment of a Sigurd Lay、Fragment of a Poem about Sigurd。
《齊格魯德之歌的殘卷》。
- Guðrúnarkviða I（Guthrunarkvitha I）。The First Lay of Guthrun。
《古德倫之歌 I》、《古德倫第一首歌》。
- Sigurðarkviða hin skamma（Sigurtharkvitha en skamma ）。The Short Lay of Sigurd、A Short Poem about Sigurd。
《齊格魯德短歌》。
- Helreið Brynhildar（Helreith Brynhildar）。 Brynhild's Hell-Ride、Brynhild's Ride to Hel。
《布倫希爾德赴地獄之旅》。
- Dráp Niflunga（Drap niflunga）。The Slaying of The Niflungs、The Fall of the Niflungs、The Death of the Niflungs。
《尼伯龍格人之死》。找到時已殘缺，由《薩迦》中找文補齊。
- Guðrúnarkviða II（Guthrunarkvitha II）。The Second Lay of Guthrun、The Old Lay of Guthrun。
《古德倫之歌 II》、《古德倫第二首歌》。
- Guðrúnarkviða III（Guthrunarkvitha III）。The First Lay of Guthrun。
《古德倫之歌 III》、《古德倫第三首歌》。
- Oddrúnargrátr（Oddrunargratr）。The Lament of Oddrun、The Plaint of Oddrun、Oddrun's Lament。
《奧德隆恩的哀歌》。
- Atlakviða 或 Atlakviða hin grœnlenzka。The Lay of Atli、The Greenland Lay of Atli。
《阿特利之歌》。
- Atlamál hin groenlenzku。The Greenland Ballad of Atli、The Greenlandish Lay of Atli。
《阿特利的格陵蘭之歌》。

The Jörmunrekkr Lays

- Guðrúnarhvöt（Guthrunarhvot）。Guthrun's Inciting、Guthrun's Lament、The Whetting of Guthrun。
《古德倫的催促》、《古德倫的悲嘆》。
- Hamðismál（Hamthesmol）。The Ballad of Hamdir、The Lay of Hamdir。
《哈姆迪爾之歌》。

#### 非《皇家手稿》
不在《皇家手稿》內，日後加入的部份：
- Hlöðskviða。The Battle of the Goths and Huns。
《哥特人和芬族人之戰》。
- The Waking of Angantyr。Incantation of Hervor。
《赫爾薇爾的咒語》。
- Sólarljóð 。Poems of the sun。
《太陽之歌》。此篇為教喻體。